# Fantaisie
La Fantaisie per pianoforte e orchestra è una composizione in tre movimenti di Claude Debussy scritta fra il 1889 e il 1890.

## Storia
Nell'aprile 1889 Debussy soggiornò a Saint-Énogat, in Bretagna, presso l'abitazione di un amico, Michel Peter; qui egli iniziò la composizione della Fantaisie per pianoforte e orchestra e al tempo stesso si dedicò alla trascrizione per due pianoforti dell'Introduzione e Rondò Capriccioso di Camille Saint-Saëns promessa all'editore Durand.
 La Fantaisie fu scritta da Debussy quale pezzo concertante dovuto ancora per i suoi impegni al Conservatorio con cui il musicista era in debito per un quarto e ultimo "envoi", realizzazione necessaria per evitare una sanzione.
Rientrato a Parigi, Debussy visitò l'Esposizione universale che era stata inaugurata il 6 maggio; nel padiglione giavanese assistette alle rappresentazioni musicali e di danza e rimase affascinato dall'orchestra gamelan fatta di percussioni e di un solo strumento a corde, il rebab. Dopo essere stato una seconda volta a Bayreuth per ascoltare il Tristano nel mese di agosto, Debussy riprese la composizione della Fantaisie. che risentì non poco delle suggestioni della musica giavanese ascoltata all'Esposizione. Nell'aprile del 1890 la Fantaisie era terminata e Debussy la dedicò a René Chansarel, il pianista che l'avrebbe dovuta eseguire nel concerto previsto per il 21 aprile e organizzato dalla Société Nationale. Poiché il programma della serata era particolarmente denso di opere, Vincent d'Indy che doveva dirigere l'orchestra, all'ultimo momento decise di eseguire solo il primo movimento della Fantaisie. Debussy ritirò la sua opera adducendo come scusa una malattia di Chansarel che quindi non poteva eseguire il brano; il musicista portò via dai leggii dell'orchestra le parti dopo la prima prova, per evitare qualsiasi esecuzione. In seguito egli scrisse a d'Indy dicendo di aver trovato la sua decisione alquanto spiacevole. Poco tempo dopo il musicista vendette la sua partitura ai fratelli Choudens che non pubblicarono il lavoro, ma che ne pagarono comunque i diritti.
La Fantaisie non fu mai eseguita in pubblico mentre Debussy era in vita; la prima esecuzione avvenne infatti solo il 20 novembre 1919 a Londra alla Royal Philharmonic Society con Alfred Cortot come solista. Il 7 dicembre fu poi eseguita a Lione dall'Orchestre Lamoureux diretta da André Messager.

## Organico
Pianoforte, tre flauti, tre oboi, tre clarinetti, tre fagotti, quattro corni, tre trombe, tre tromboni, timpani, piatti, due arpe, archi.

## Analisi
La Fantaisie si articola in tre movimenti:
- Andante non troppo. Allegro giusto (Sol maggiore)
- Lento molto espressivo (Fa diesis maggiore)
- Allegro molto (Sol maggiore)

Debussy non era molto soddisfatto della sua composizione pensando che fosse un'opera ancora molto scolastica con esagerazioni contrappuntistiche, per cui non ebbe molte esitazioni nel ritirarla dalla prima. In seguito non fu nemmeno utilizzata come "envoi" per il Conservatorio. Negli anni successivi il musicista lavorò ancora alla partitura, rielaborando particolarmente l'orchestrazione.
Le riserve del compositore potrebbero far pensare che la Fantaisie fosse un lavoro di valore inferiore. Il contenuto musicale è però ragguardevole. Il primo movimento Andante ma non troppo inizia presentando una notevole melodia espressa dal flauto e dall'oboe; con l'introduzione del pianoforte la musica prende quindi un tono più marcato. Il secondo movimento ripropone il tema iniziale con dovute variazioni per poi giungere al finale dove l'ostinato richiama chiaramente la musica giavanense del gamelan. Lo sviluppo del dialogo musicale, un po' stereotipato, fra pianoforte e orchestra non aveva soddisfatto Debussy e forse anche questo fu il motivo per cui, dopo la Fantaisie, egli non scrisse più nessuna composizione per pianoforte e orchestra.